# Miami Rockabilly
Miami Rockabilly ist ein Kompilation-Album von Ace Records. Es enthält bisher unveröffentlichte und seltene Rockabilly-Songs die alle von lokalen Musikern aus und in Miami aufgenommen wurden. Die CD spiegelt die Rockabilly- und Rock-’n’-Roll-Szene Miamis wider, die in den 1950er- und 1960er-Jahren sehr aktiv war. Viele der auf diesem Album enthaltenen Songs wurden meist nur hundertfach gepresst und stellen Raritäten dar. Ebenfalls enthalten ist ein 11-seitiges Booklet von Rob Finnis, das die Künstler, die Labels sowie die Musikszene an sich kurz vorstellt.
Der bekannteste Künstler auf der CD ist Tommy Spurlin, dessen Titel Hang Loose ebenfalls enthalten ist. Der Song gewann während des Rockabilly-Revivals in den 1970er-Jahren bei Sammlern enorm an Wert. Weitere Interpreten sind unter anderem Buck Trail, The Rhythm Rockets und Kent Westberry, der später ein gefragter Songwriter in Nashville, Tennessee, werden sollte.

## Titelliste
1. Any Way – Wesley Hardin & The Roxsters
2. Knocked Out Joint On Mars – Buck Trail
3. I Was Doing It Too – The Roxsters
4. My Baby Don't Rock Me (Now) – Kent Westberry and the Chaperones
5. Hang Loose – Tommy Spurlin and the Southern Boys
6. Heart Throb – Tommy Spurlin and the Southern Boys
7. No Time For Heartaches – Tommy Spurlin and the Southern Boys
8. So Long – The Roxsters
9. Blues Keep Knocking – Buck Trail
10. One-Eyed Sam – Tommy Spurlin and the Southern Boys
11. No Place To Park – Kent Westberry and the Chaperones
12. My Shadow – The Rhythm Rockets
13. Boppin' Strollin' and Messin' Around – Ray Pate and the Rhythm Rockets
14. Kitty Kat Rock – Art Law
15. Oh! Janet – Ross Minimi
16. Lucky Day – The Rhythm Rockets
17. Here, There, Everywhere – Ray Pate and the Rhythm Rockets
18. Baby Rock – Ross Minimi
19. Donny's Boogie – Ray Pate and the Rhythm Rockets
20. Honky Tonk on Secon Street – Buck Trail & the Dead Enders
21. Let's Dance – Bobby Gay & Sparkle Tones
22. Sweetest Gal in Town – Jimmy Voytek
23. Everybody's Gonna Do The Rock'n'Roll – The Rhythm Rockets
24. Dandy Sandy – Jimmy Gale's Imperials
25. Rockin' With Rosie – Wally Deane and the Flips
26. Rock'n'Roll Itch – Curley Jim and the Billey Rocks
27. I'm Tellin' Ya, Baby – Wally Deane and the Flips
28. She's Mine – The Roxters
29. We're Gonna Rock All Night – Jimmy Gale's Imperials
30. Airforce Blues – Curley Jim and the Billey Rocks
31. TV Mama – The Frantics Four
32. Down By The Old Millstream – The Frantics Four